# Tuba (rzeka)
Tuba (ros. Туба) – rzeka w Rosji (Kraj Krasnojarski), prawy dopływ Jeniseju.
Powstaje z połączenia rzek Kazyr i Amył.
Długość: 119 km (wraz z Kazyrem 507), powierzchnia dorzecza: 36 900 km². Częściowo uregulowana, żeglowna. Wpada do Jeziora Krasnojarskiego.